# Sophie Tassignon
Sophie Tassignon (née le 29 mars 1980 à Bruxelles) est une chanteuse, musicienne d'improvisation (voix) et compositrice de jazz belge. Elle vit à Berlin depuis 2008.

## Biographie
Tassignon, qui a passé une partie de son enfance en Allemagne, a reçu ses premières leçons de piano classique à l'âge de quatre ans. À l'âge de sept ans, elle remporte le premier prix du Jugend musiziert à Hanovre. Enfant, elle a chanté dans une chorale. Adolescente, elle a également étudié la batterie pendant cinq ans et la trompette pendant deux ans, mais est revenue au piano et au chant. Elle a également écrit des chansons et expérimenté plusieurs enregistrements. Elle poursuit ses études à Bruxelles et fréquente l'Ecole allemande de Bruxelles. Puis elle fréquente le Conservatoire royal de Bruxelles, où elle obtient un master. Elle a également étudié le piano jazz et pris des cours de chant classique.
En 2005, Tassignon a fondé le projet a cappella Screaming Bitches avec les chanteurs Anu Junnonen, Elena Dunkelman et Jacobien Vlasman, qui a fait le tour des clubs de jazz européens. Avec le groupe qu'elle dirige, Zoshia, elle sort Moon Talk en 2006. En 2008, elle présente l'album Hufflignon avec son mari d'alors Peter van Huffel, le bassiste Michael Bates et le tromboniste Samuel Blaser. Avec le musicien électronique britannique Sizuzmon Vincent, qui l'a initiée aux possibilités de la musique électroacoustique, elle a formé le duo électro-acoustique Charlotte & Mr. Stone, interprétant des textures sonores et des compositions dans un contexte live. Le duo a d'abord sorti l'album Trees & Birds & Beautiful Things en 2011 sur le label Vision of Sound.
En outre, Tassignon a travaillé pour des productions de la directrice de théâtre polonaise Elzbieta Bednarska. En 2013, avec l'auteur-compositeur, chanteuse et saxophoniste Susanne Folk, elle fonde le groupe Folk-Tassignon Quartet (à partir de 2015 Azolia), qui tourne en Europe et en Chine et sort son premier album Dancing on the Rim (Ajazz/NRW Records) en 2014 avec Lothar Ohlmeier à la clarinette basse et Andreas Waelti à la contrebasse. Le groupe a fait des apparitions au Viersen Jazz Festival et dans d'autres festivals. Son album solo Mysteries Unfold (RareNoise/Cargo) est sorti en 2020.

## Discographie
- 2006: Zoshia: Moon Talk (Alone Blue)
- 2008: Hufflignon avec Peter van Huffel (Clean Feed Records)
- 2011: Trees & Birds & Beautiful Things avec Sizuzmon Vincent (Vision of Sound)
- 2014: Act One: House of Mirrors avec Miles Perkin, Peter van Huffel et Julie Sassoon (WismART)
- 2017: Azolia: Everybody Knows (Ajazz)
- 2020: Mysteries Unfold (RareNoise/Cargo)
- 2021: Azolia: Not About Heroes (Jazzwerkstatt Berlin)
- 2023: Sophie Tassignon: Khyal (W.E.R.F. Records)
- 2025: Sophie Tassignon: A Slender Thread (NEMU Records)